# Морфо Дідіус
Морфо Дідіус (лат. Morpho didius) — вид метеликів з родини Nymphalidae. Зустрічається в тропічних лісах Болівії, Перу та Еквадора.

## Зовнішній вигляд імаго

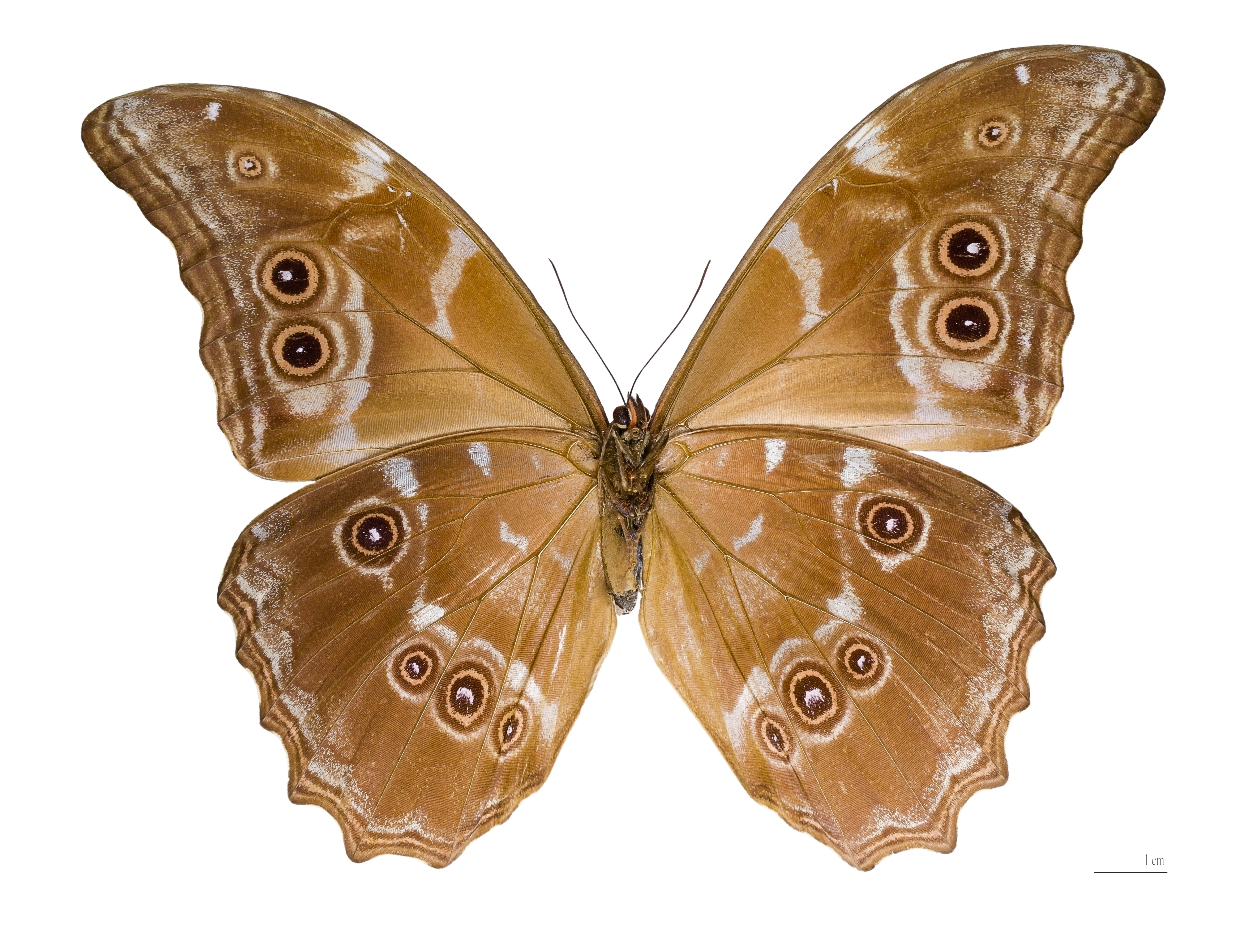
Самець (від з черевної сторони).

Велика метелик з підродини морфид з розмахом крил в 13,5-16 см. У самців цього виду верхня сторона крил пофарбована, як правило, в яскравий блакитний колір з синьо-фіолетовим відливом, хоча в окремих особин можуть бути ця сторона крил може бути блакитний з смарагдовим відливом або більше світлою з перламутрово-блакитним відливом, що робить таких метеликів схожими на представників близького виду —Morpho godarti. Крила самок володіють гіршою здатністю до ірізациі. До числа інших відмінностей самців та самок відноситься ширина коричневої облямівки, що проходить по краю крил зі спинної сторони: у самок ця облямівка більш широка та містить в собі декілька збудованих в дугу червонуватих плям.